# 太田市立太田東小学校
太田市立太田東小学校（おおたしりつ おおたひがししょうがっこう）は、群馬県太田市東本町にある公立小学校。
2021年3月31日に太田市立韮川西小学校と太田市立北中学校と併合し、新設された義務教育学校太田市立北の杜学園となるため閉校された。

## 学区
- 東本町[1]
- 本町一丁目
- 本町二丁目
- 栄町
- 熊野町

## 学校周辺
- 太田市立北中学校
- SUBARU